# Закон независимого распространения лучей
Закон независимого распространения лучей — второй закон геометрической оптики, который утверждает, что световые лучи распространяются независимо друг от друга.
Так, например, при установке непрозрачного экрана на пути пучка световых лучей экранируется (исключается) из состава пучка некоторая его часть. Однако, по свойству независимости необходимо считать, что действие лучей оставшихся незаэкранированными от этого не изменится.
То есть предполагается, что лучи не влияют друг на друга, и распространяются так, как будто других лучей, кроме рассматриваемого, не существует.